# Эйгес, Анна Романовна
Анна Романовна Эйгес (8 января 1874, Богодухов, Харьковская губерния — 7 февраля 1966, Москва) — русский переводчик художественной прозы с немецкого языка.

## Биография
Родилась 27 декабря 1873 года (по старому стилю) в многодетной семье врача Рувима Манасиевича Эйгеса (1840—1926) и переводчицы Софии Иосифовны Эйгес (1846—1910). Окончила гимназию в Брянске. Работала фельдшером.
В 1893 году в издательстве А. С. Суворина вышел её перевод «Страданий молодого Вертера» И. В. Гёте, с обширной статьёй об истории создания романа в письмах (переиздан издательством Academia в 1937 году). В 1908 году её перевод драмы Кнута Гамсуна «Царица Тамара» составил десятый том полного собрания сочинений этого автора в московском издательстве В. М. Саблина, с переизданиями в 1909 и 1911 годах.

## Переводы
- Иоганн Вольфганг Гёте. Страдания молодого Вертера: Роман / Пер. с нем. Анна Эйгес со статьёй «О Вертере». — СПб: А. С. Суворин, 1893. — 202 с.; 18. — (Новая библиотека Суворина).
- Кнут Гамсун. Царица Тамара / Пер. Анны Эйгес. Драма жизни / Пер. Марии Коваленской. — М.: В. М. Саблин, 1908. — 203 с.; 21. — (Полное собрание сочинений / Кнут Гамсун; Т. 10).
- То же самое, 2-е изд. — М.: В. М. Саблин, 1909. — 203 с.
- То же самое, 3-е изд. — М.: В. М. Саблин, 1911. — 203 с.
- Иоганн Вольфганг Гёте. Страдания молодого Вертера. Пер. Анны Эйгес. Вступительная статья Г. Лукача. — М.—Л.: Academia, 1937. — 246 с.[6]

## Семья
- Сёстры — Екатерина Романовна Эйгес (1890—1958), поэтесса и библиотечный работник, была замужем за математиком П. С. Александровым[7]; Надежда Романовна Эйгес (1883—1975), педагог, основательница первых в России яслей.
- Братья — профессор Владимир Эйгес (1876—1949), философ и математик; Константин Эйгес, композитор; Иосиф Эйгес (1887—1953), музыковед и музыкальный педагог; Александр Эйгес (1880—1944), математик; Вениамин Эйгес (1888—1956), художник; Евгений Эйгес (1878—1957), врач.